# Heteropoda strasseni
Heteropoda strasseni là một loài nhện trong họ Sparassidae.
Loài này thuộc chi Heteropoda. Heteropoda strasseni được Embrik Strand miêu tả năm 1915.